# Muzej Moslavine
Muzej Moslavine Kutina zavičajni je i opći muzej kojega je osnivač Grad Kutina.

## Povijest
Muzej Moslavine Kutina utemeljen je 1960. godine kao Muzej revolucije i arhiv. Muzej je zavičajnog tipa s regionalnim djelokrugom. Muzej je nadležan za područje Moslavine i zapadne Slavonije. Muzej je smješten u dvorcu Erdödy. U sastavu muzeja je i Galerija Muzeja Moslavine koja je 1983. godine smještena u prostore nekadašnje banke odnosno u historicističku jednokatnicu obitelji Ausch.

## Djelatnost
Djelatnost muzeja definirana je zakonskom legislativom vezanom uz muzeje. Muzej radi na sustavnom sabiranju, čuvanju, restauriranju i konzerviranju, prezentaciji te trajnoj zaštiti muzejske građe s područja nadležnosti muzeja.

## Građa
Muzejska građa sastoji se od 5830 inventiranih predmeta koji su razvrstani u šest muzejskih zbirki koje se vode u četiri muzejska odjela. Odjeli su arheološki, kulturno-povijesni, etnografski i galerijski. Galerijski odjel osnovan je 1972. godine i smješten je na drugoj adresi. U muzeju se provodi digitalizacija građe (Galerijska i Arheološka zbirka).

## Usluge
Pružanje stručne pomoći iz područja djelatnosti muzeja, održavanje predavanja, vršenje stručnog vodstva, pružanje usluge informiranja vezano uz aktivnosti, organiziranje izložbi, objavljivanje stručnih publikacija.

## Vanjske poveznice
- Mrežne stranice Muzeja Moslavine Kutina  Arhivirana inačica izvorne stranice od 29. listopada 2009. (Wayback Machine)

- Muzeji Hrvatske na internetu, Muzej Moslavine Kutina  Arhivirana inačica izvorne stranice od 22. lipnja 2008. (Wayback Machine)